# NGC 6708
NGC 6708 é uma galáxia espiral (Sb) localizada na direcção da constelação de Telescopium. Possui uma declinação de -53° 43' 24" e uma ascensão recta de 18 horas, 55 minutos e 35,6 segundos.
A galáxia NGC 6708 foi descoberta em 9 de Junho de 1836 por John Herschel.